# Riječani Donji
Riječani Donji (cyr. Ријечани Доњи) – wieś w Bośni i Hercegowinie, w Republice Serbskiej, w gminie Modriča. W 2013 roku liczyła 14 mieszkańców.